# Anas fulvigula
El pato moteado, ánade jaspeado, ánade moteado, pato tejano o  pato texano (Anas fulvigula) (Anas, del griego antiguo "pato" y fulvigula, "garganta canela", del Latín fulva "canela" + gula, "garganta") es una especie de ave anseriforme de la familia Anatidae. Es de tamaño mediano. Puede confundirse con una hembra de ánade real o con el ánade sombrío. Está estrechamente relacionado con estas especies, y a veces se considera una subespecie de la anterior, pero esto no es correcto (ver sistemática).
Hay dos subespecies diferentes de patos moteados. Anas fulvigula maculosa se distribuye por el golfo de México, entre la costa de Alabama y Tamaulipas (México), fuera de la temporada de cría de aves divagantes se pueden aventurar tan al sur como a Veracruz. La otra, Anas fulvigula fulvigula, reside en el centro y sur de la Florida y se alejan de vez en cuando al norte de Georgia. El mismo patrón de distribución también fue encontrado históricamente entre las grúas de Sandhill.
A lo largo del golfo de México, el pato moteado es una de las aves acuáticas que con más frecuencia anda en bandadas. Esto se debe en parte al hecho de que se trata en su mayoría de aves no migratorias. Aproximadamente uno de cada veinte patos moteados anda en grupos, lo que los hace ser muy llamativos y buscados entre los cazadores de aves.

## Descripción

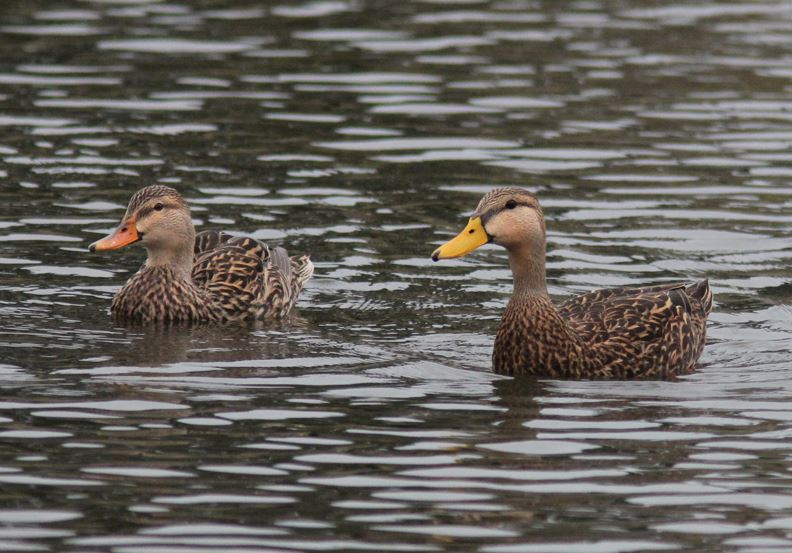
Pareja de patos moteados (Anas fulvigula) en Sarasota, Florida. La hembra tiene el pico anaranjado, macho tiene el pico amarillo.

El pato moteado adulto mide entre 44 y 61 cm de largo desde la cabeza hasta la cola. Tiene un cuerpo oscuro, más delgado de cabeza y cuello, las piernas de color naranja y ojos oscuros. Ambos sexos tienen un color verde brillante y azul en el ala, que no concuerda con el blanco como el ánade real (Anas platyrhynchos). Machos y hembras son similares, pero el pico del macho es de color amarillo brillante, mientras que el de la hembra es de color naranja pálido profundo, a veces con manchas negras en los bordes y cerca de la base.
El plumaje es más oscuro que en los ánades reales hembras, especialmente en la cola, y el pico es más amarillo. Cuando van en vuelo, no se les nota el borde blanco en el ala y eso es una diferencia clave. El ánade sombrío es más oscuro que la mayoría de los patos moteados, y su mancha en el ala es más violeta que azul. El comportamiento y el canto son los mismos que el pato.
Los patos moteados se alimentan incursionando en aguas poco profundas, y del pastoreo en la tierra. Ellos se alimentan principalmente de plantas, pero también algunos moluscos e insectos acuáticos. Los patos son muy comunes dentro de su categoría restringida, viven en un solo lugar todo el año y no migran. El hábitat de reproducción es en los pantanos costeros. El nido es construido en el suelo entre la vegetación, como los bejucos de los árboles y la hierba del pantano.

## Sistemática
La subespecie de Florida (Anas fulvigula fulvigula), que se distribuye a partir, aproximadamente, del sur de Tampa. Se diferencia de la otra subespecie (A. f. maculosa) (del latín "moteado, manchado"). por ser un poco de color más claro y menos marcado en gran medida, mientras que las dos subespecies son intermedias entre las hembras y los patos negros silvestres de América, el Pato moteado de la Florida está más cerca del primero y el pato moteado más cerca de este último aspecto, lo que es reconocible sobre todo en la cabeza más ligera que claramente diferente a los moteados que son más oscuros, pero mucho menos en los Patos moteado de la Florida. Como las áreas de distribución de las subespecies no se solapan,estas aves sólo se pueden confundir con las hembras de ánade real y los ánades sombríos, especialmente con las hembras de estos últimos, que solo se pueden diferenciar de los patos moteados en el campo por el espeujuelo de color púrpura oscuro de sus alas.
El análisis de secuencia de ADN indica que esta especie proviene de ánades sombríos primitivos, siendo bastante más lejana su relación con el ánade real; y que sus subespecies son genéticamente muy distintas, como consecuencia de su área de distribución bastante reducida y su naturaleza sedentarias.
Como en todos los miembros del clado de patos “mallardine”, son capaces de producir híbridos fértiles con sus parientes cercanos, el ánade sombrío y el ánade real. Aunque esto ocurre, es ocasional, individuos de ánade sombrío invernan en las mismas zonas que el pato moteado, y de vez en cuando se quedan para aparearse con patos moteados residentes, y lo mismo sucede en el caso del ánde real.

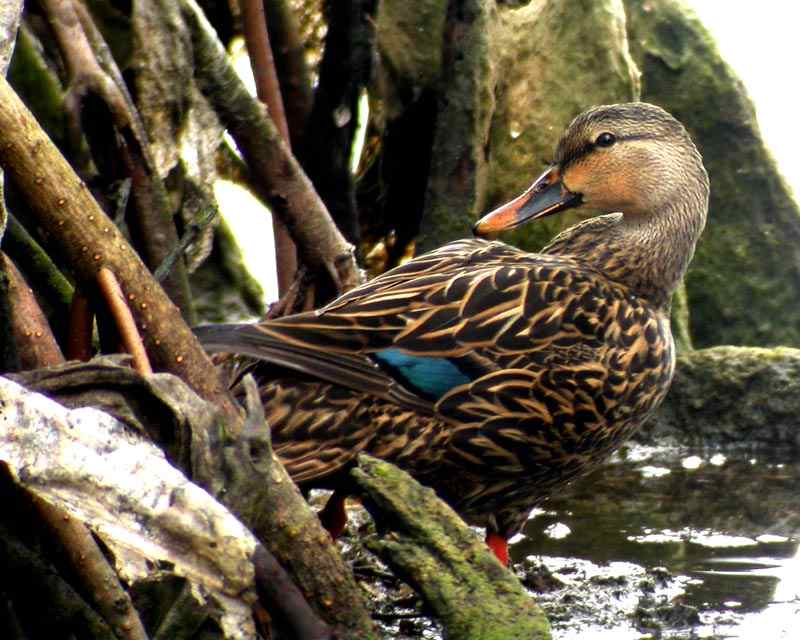
Subespecie de Florida

Mientras que el flujo genético actualmente no es motivo de preocupación, la destrucción del hábitat y la caza excesiva podrían llegar a reducir esta especie hasta el punto de la hibridación con ánades reales lo amenazara con hacerlo desaparecer como taxón distinto. Esto se aplica especialmente a la del pato de la subespecie de Florida, ya que en su área de distribución, que es bastante pequeña, la destrucción desenfrenada de su hábitat debido a la urbanización y el drenaje de los humedales se ha producido en las últimas décadas, lo que en combinación con el cambio climático que afectan a los Everglades podría ser suficiente para que la caza de esta subespecie sea restringida o prohibida. En la actualidad, parece que su población es estable con en torno a 50 000-70 000 individuos.